# Aplidium haesitans
Aplidium haesitans är en sjöpungsart som beskrevs av Monniot 200. Aplidium haesitans ingår i släktet Aplidium och familjen klumpsjöpungar. Inga underarter finns listade i Catalogue of Life.